# Joshua Gudnitz
Joshua Amos Gudnitz, né le 19 août 2001 à Elseneur, est un coureur cycliste danois. Il est membre de l'équipe ColoQuick,.

## Biographie
Joshua Gudnitz participe à ses premières courses cyclistes avec le CK Kronborg. En août 2023, il devient stagiaire de l'équipe World Tour Cofidis.

## Palmarès sur route

### Par année
- 2018
  - 2e du championnat du Danemark du contre-la-montre par équipes juniors
- 2019
  -  Champion du Danemark sur route juniors
  - Randers Bike Week juniors :
    - Classement général
    - 1re étape (contre-la-montre)

  - 2e du Youth Tour
  - 2e du championnat du Danemark du contre-la-montre juniors
- 2021
  -  Champion du Danemark du contre-la-montre par équipes
  - Hydro Løbet
- 2022
  - 1re étape du Kreiz Breizh Elites (contre-la-montre par équipes)
  - 4e étape du Randers Bike Week
  - Spar Nords Gadeløb
- 2023
  - 3 Dage i Nord :
    - Classement général
    - 1re et 3e épreuves

  - Eschborn-Francfort espoirs
  - 3e étape du Tour de l'Avenir (contre-la-montre par équipes)
  - 3e du championnat du Danemark du contre-la-montre espoirs

### Classements mondiaux
| Année                                 | 2020  | 2021 | 2022  | 2023  | 2024  |
| ------------------------------------- | ----- | ---- | ----- | ----- | ----- |
| Classement mondial                    | 1163e | nc   | 2140e | 1067e | 1301e |
| UCI Europe Tour                       | 901e  | nc   | 1345e | nc    | nc    |
|                                       |       |      |       |       |       |
| Légende : nc = non classéSource : UCI |       |      |       |       |       |

## Palmarès en cyclo-cross
- 2017-2018
  -  Champion du Danemark de cyclo-cross juniors
- 2018-2019
  -  Champion du Danemark de cyclo-cross juniors
- 2019-2020
  -  Champion du Danemark de cyclo-cross espoirs
- 2020-2021
  - 3e du championnat du Danemark de cyclo-cross espoirs